# Schilderessenvereniging ODIS

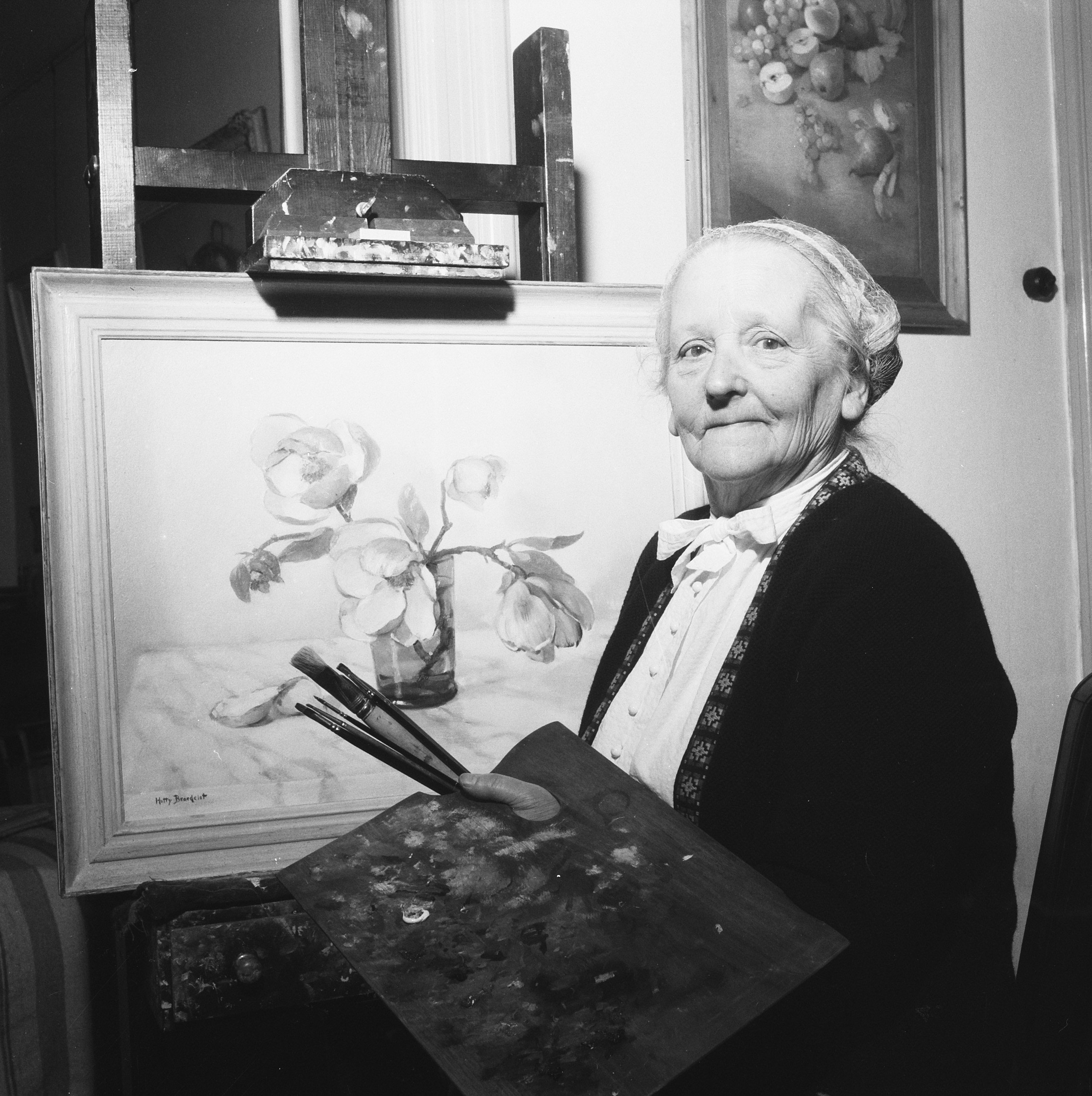
Hetty Broedelet-Henkes, een van de leden

De schilderessenvereniging ODIS, ook O.D.I.S. en Odis, is een voormalig Nederlands kunstenaarscollectief.

## Geschiedenis
In Den Haag waren vanaf de 18e eeuw diverse herensociëteiten gevestigd. In 1921 werd de eerste vrouwensociëteit gestart, de dames kwamen bijeen aan de Lange Vijverberg in het Lyceum, Clubgebouw voor Vrouwen. Een aantal van hen organiseerde geregeld (verkoop)tentoonstellingen van kunst en kunstnijverheidsproducten.
In 1927 splitste een groep schilderessen zich af en vormde een nieuwe vereniging met de naam ODIS, een acroniem voor Ons doel is schoonheid. De naam werd bedacht door Anna van Prooijen, die enige tijd vice-president was. Alleen vrouwen konden, na ballotage, lid worden. Doelstellingen waren de beoefening van de beeldende kunsten en de kunstkunstnijvenheid, het houden van tentoonstellingen op dit gebied en kunstverlotingen. Vanaf 1932 vond de vereniging onderdak bij het damesleesmuseum aan het Lange Voorhout, waar wekelijks bijeenkomsten werden gehouden.
Rond 2004 werd de vereniging opgeheven. Het verenigingsarchief is ondergebracht bij het Haags Gemeentearchief.

## Exposities
Exposities werden onder meer gehouden bij de Haagse Kunstkring, de Koninklijke Kunstzaal Kleykamp en het Panorama Mesdag.

## Leden
- Anna Abrahams
- Lolkje Anema
- Ida Johanna van Ankum-ten Oever
- Truus van Bemmel
- Agnes Berck
- Mies Biermasz
- Annie Borst Pauwels
- Alyd Brink
- Hetty Broedelet-Henkes
- Edmee Broers
- Antoinette Brouwer
- Jesse Bruning
- Gerardine Cornelia Coepijn
- Sylvia Corstanje
- Eline Cremers
- Lide Doorman

- Jo Drinkwaard
- Petra Duitgenius
- Attie Dyserinck
- Suze ter Gast-Rosse
- Nelly Goedewaagen
- Jacoba Greven
- Bertha van Hasselt
- Antoinette van Hoytema
- Anneke van Iperen
- Hortense Kempe
- Anna Kerling
- Lenie Korpershoek
- Maria Henriëtte Kroeze
- Catharina Machielse-Meeuwisse
- Ronnie Meerts

- Jacqueline Marguerite van Nie
- Elisabeth Obreen
- Emma Portheine-Rink
- Anna van Prooijen
- Lize Rose
- Annie van de Ruit
- Hermina Geertruida Sauerbier
- Maria Adriana Sauerbier
- Paula Sluiter
- Rosa Spanjaard
- Louise Stapelveld
- Netty Terwiel
- Mien de Wolff
- Maria Elisabeth de Zaaijer
- Cor de Zwaan